# Idiospermum australiense
Idiospermum australiense je druh rostliny z čeledi sazaníkovité a jediný známý druh rodu Idiospermum. Vyskytuje se v tropických pralesích východní Austrálie. Je to vysoký stálezelený strom s jednoduchými vstřícnými listy a pravidelnými květy s nerozlišeným okvětím. Z plodů byly izolovány alkaloidy s účinkem na přenos nervového vzruchu.

## Popis
Idiospermum australiense je stálezelený strom dorůstající výšky až 25 metrů. Listy jsou jednoduché, vstřícné, řapíkaté, obvykle 8 až 20 cm dlouhé a 3 až 10 cm široké, s eliptickou, podlouhlou až úzce vejčitou čepelí. Žilnatina je zpeřená, tvořená 7 až 15 páry postranních žilek. Květy jsou pravidelné, v chudých květenstvích. Okvětí je tvořené asi 30 až 40 spirálně uspořádanými plátky. Není rozlišené na kalich a korunu a postupně graduje od vnějších lístků k vnitřním. Tyčinek je mnoho a jsou přirostlé k češuli. Gyneceum je svrchní, tvořené 1 (výjimečně až 3) plodolistem. Plodem je nepravý plod (pseudokarp) vzniklý ze zdužnatělé češule a později dřevnatějící. Plod je 5 až 6 cm dlouhý.

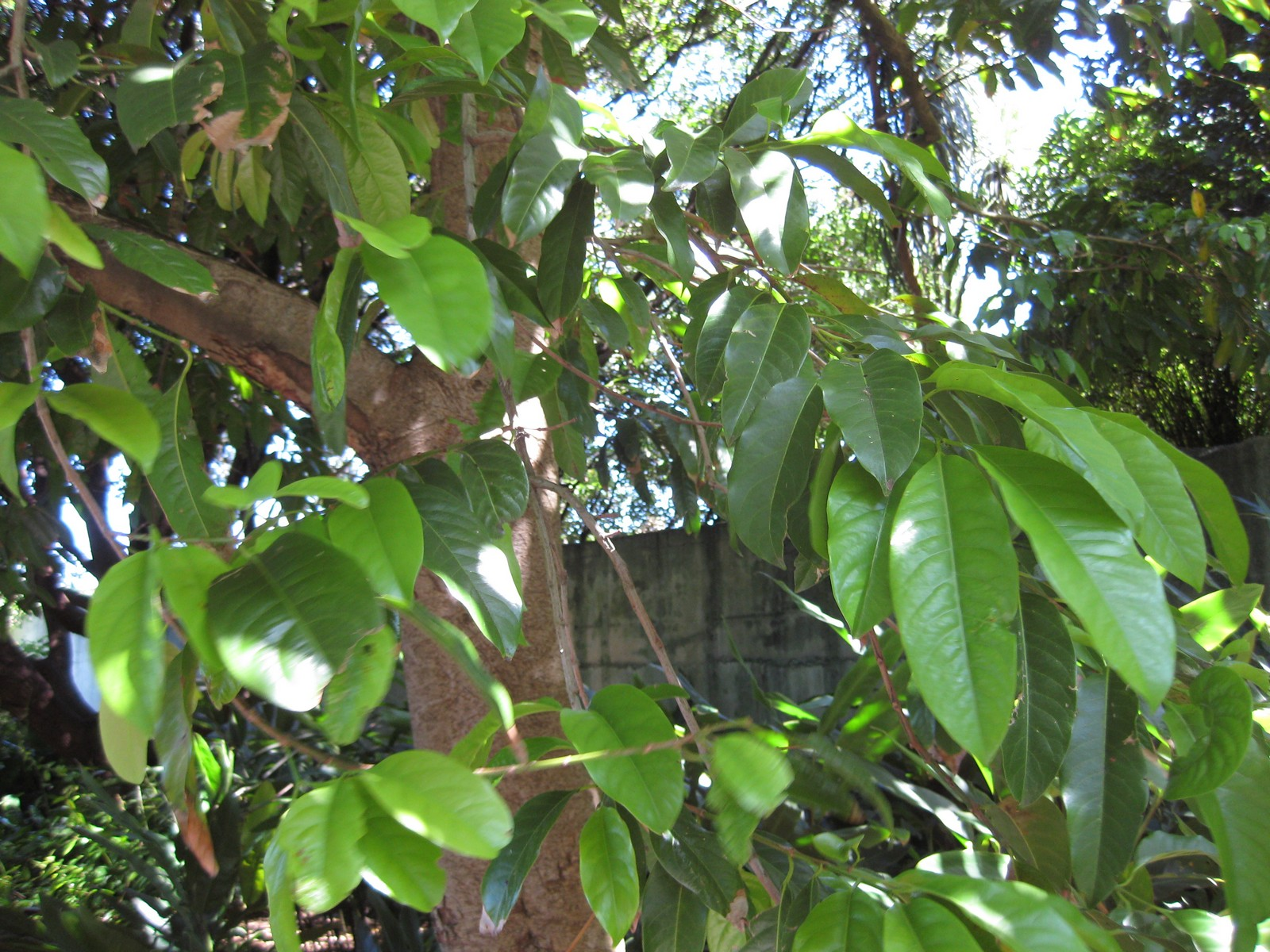
Olistěné větve
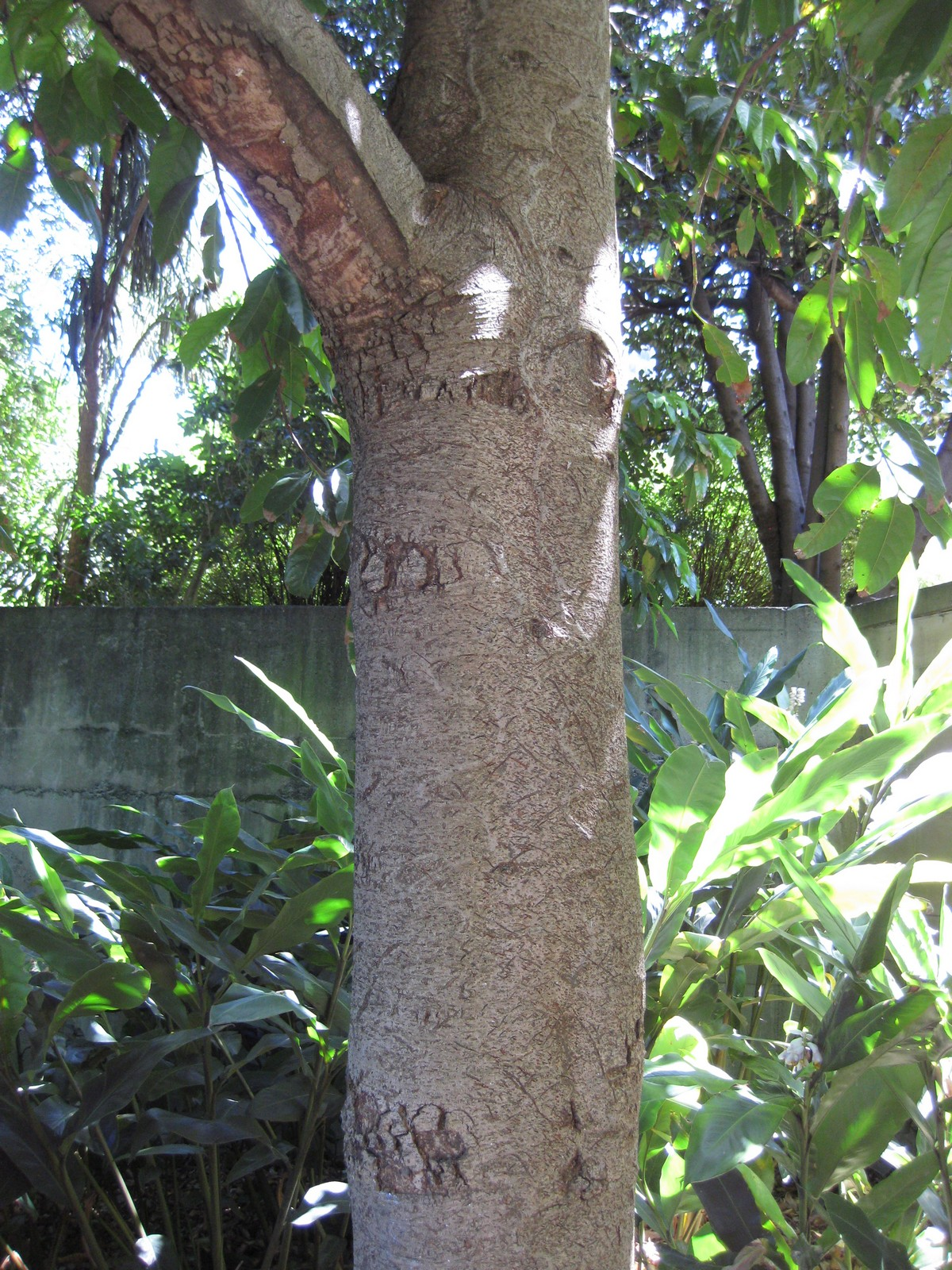
Kmen Idiospermum australiense
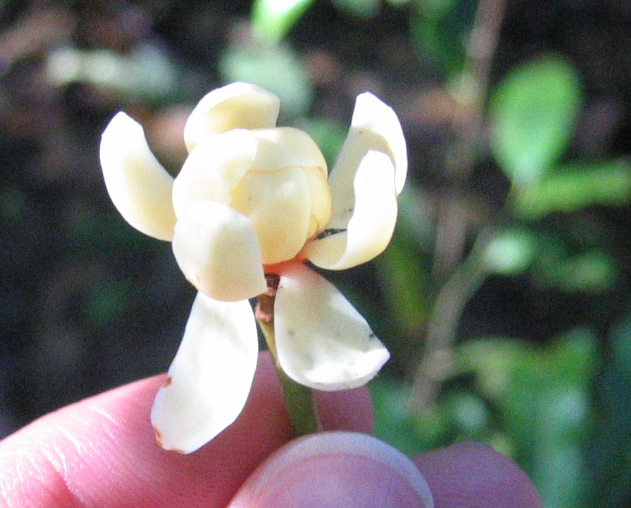
Květ Idiospermum australiense

## Rozšíření
Druh se vyskytuje ve východní Austrálii v severním Queenslandu. Je znám pouze z několika míst v okolí města Cairns, kde byl objeven německým botanikem Friedrichem Dielsem v roce 1902. Později byl znovunalezen až v roce 1971 a detailně prozkoumán. Vyskytuje se v nížinném tropickém deštném lese.

## Obsahové látky a jedovatost
Z plodů Idiospermum byly izolovány unikátní alkaloidy ovlivňující přenos nervového signálu, mezi jinými idiospermulin. V oblasti výskytu této dřeviny byly zaznamenány otravy dobytka po požití plodů.

## Taxonomie
Rod Idiospermum je v moderním systému APG řazen do čeledi sazaníkovité (Calycanthaceae) a monotypické podčeledi Idiospermoideae. V minulosti byl často řazen do samostatné čeledi Idiospermaceae. Druh byl popsán Friedrichem Dielsem již v roce 1912 jako druh sazaníku pod názvem Calycanthus australiensis. Australský botanik S. T. Blake jej v roce 1972 po detailním prozkoumání přeřadil do samostatného rodu Idiospermum.
Od rodu Calycanthus se Idiospermum odlišuje zejména převážně monomerickým gyneceem se širokou přisedlou bliznou a strukturou tyčinek, dále počtem děloh, strukturou dřeva aj.